# K League 1 2019
K League 1 2019 (K리그 1 2019) là mùa giải thứ 37 của K League 1, hạng đấu cao nhất của Bóng đá tại Hàn Quốc. Mùa giải bắt đầu từ ngày 1 tháng 3 năm 2019 và kết thúc vào ngày 1 tháng 12 năm 2019.

## Các đội tham dự

### Sân vận động
| Đội bóng                | Địa điểm       | Sân vận động                       | Sức chứa |
| ----------------------- | -------------- | ---------------------------------- | -------- |
| Daegu FC                | Daegu          | DGB Daegu Bank Park                | 12.415   |
| Gangwon FC              | Gangwon        | Thị trấn Thể thao Chuncheon Songam | 20.000   |
| Gyeongnam FC            | Gyeongsang Nam | Trung tâm bóng đá Changwon         | 20.245   |
| Incheon United          | Incheon        | Sân vận động bóng đá Incheon       | 20.891   |
| Jeju United             | Đảo Jeju       | Sân vận động World Cup Jeju        | 35.657   |
| Jeonbuk Hyundai Motors  | Jeolla Bắc     | Sân vận động World Cup Jeonju      | 42.477   |
| Pohang Steelers         | Pohang         | Pohang Steel Yard                  | 17.443   |
| Sangju Sangmu           | Sangju         | Sân vận động Sangju Civic          | 15.042   |
| Seongnam FC             | Seongnam       | Sân vận động Tancheon              | 16.146   |
| FC Seoul                | Seoul          | Sân vận động World Cup Seoul       | 66.704   |
| Suwon Samsung Bluewings | Suwon          | Sân vận động World Cup Suwon       | 43.959   |
| Ulsan Hyundai           | Ulsan          | Sân vận động bóng đá Ulsan Munsu   | 44.102   |

## Bảng xếp hạng
| VT | Đội                           | ST | T  | H  | B  | BT | BB | HS  | Đ  | Giành quyền tham dự hoặc xuống hạng        |
| -- | ----------------------------- | -- | -- | -- | -- | -- | -- | --- | -- | ------------------------------------------ |
| 1  | Jeonbuk Hyundai Motors (C, Q) | 38 | 22 | 13 | 3  | 72 | 32 | +40 | 79 | Tham dự vòng bảng AFC Champions League     |
| 2  | Ulsan Hyundai (Q)             | 38 | 23 | 10 | 5  | 71 | 39 | +32 | 79 | Tham dự vòng bảng AFC Champions League     |
| 3  | FC Seoul (Q)                  | 38 | 15 | 11 | 12 | 53 | 49 | +4  | 56 | Tham dự vòng play-off AFC Champions League |
| 4  | Pohang Steelers               | 38 | 16 | 8  | 14 | 49 | 49 | 0   | 56 |                                            |
| 5  | Daegu FC                      | 38 | 13 | 16 | 9  | 46 | 37 | +9  | 55 |                                            |
| 6  | Gangwon FC                    | 38 | 14 | 8  | 16 | 56 | 58 | −2  | 50 |                                            |
|    |                               |    |    |    |    |    |    |     |    |                                            |
| 7  | Sangju Sangmu                 | 38 | 16 | 7  | 15 | 49 | 53 | −4  | 55 |                                            |
| 8  | Suwon Samsung Bluewings (Q)   | 38 | 12 | 12 | 14 | 46 | 49 | −3  | 48 | Tham dự Vòng bảng AFC Champions League     |
| 9  | Seongnam FC                   | 38 | 12 | 9  | 17 | 30 | 40 | −10 | 45 |                                            |
| 10 | Incheon United                | 38 | 7  | 13 | 18 | 33 | 54 | −21 | 34 |                                            |
| 11 | Gyeongnam FC (R)              | 38 | 6  | 15 | 17 | 43 | 61 | −18 | 33 | Tham gia play-offs trụ hạng                |
| 12 | Jeju United (R)               | 38 | 5  | 12 | 21 | 45 | 72 | −27 | 27 | Xuống hạng đến K League 2 2020             |

1. ↑  Các đội được chia thành hai bảng (A và B) sau khi đã thi đấu 33 trận.
2. ↑  Sangju Sangmu là một đội quân đội và không đủ điều kiện để đại diện cho Hàn Quốc trong các giải đấu cấp câu lạc bộ của AFC.
3. ↑  Suwon Samsung Bluewings đã vượt qua vòng bảng AFC Champions League 2020 với tư cách là đội chiến thắng Cúp FA Hàn Quốc.

## Số khán giả
| VT | Đội                      | Tổng số   | Cao    | Thấp   | Trung bình | Thay đổi |
| -- | ------------------------ | --------- | ------ | ------ | ---------- | -------- |
| 1  | FC Seoul                 | 324.162   | 32.057 | 7.719  | 17.061     | +47,6%†  |
| 2  | Jeonbuk Hyundai Motors   | 278.738   | 20.637 | 10.044 | 13.937     | +16,9%†  |
| 3  | Daegu FC                 | 203.951   | 12.172 | 8.247  | 10.734     | +205,1%† |
| 4  | Ulsan Hyundai            | 184.148   | 19.011 | 1.568  | 9.692      | +28,8%†  |
| 5  | Suwon Samsung Bluewings  | 168.024   | 24.019 | 3.353  | 8.843      | +31,8%†  |
| 6  | Incheon United           | 161.593   | 18.541 | 4.879  | 8.505      | +92,0%†  |
| 7  | Pohang Steelers          | 161.134   | 14.769 | 2.486  | 8.481      | +13,3%†  |
| 8  | Seongnam FC              | 105.950   | 11.238 | 2.421  | 5.576      | +132,3%† |
| 9  | Gyeongnam FC             | 73.646    | 7.252  | 1.034  | 3.876      | +23,0%†  |
| 10 | Jeju United              | 66.741    | 6.034  | 955    | 3.708      | +14,7%†  |
| 11 | Gangwon FC               | 54.331    | 5.823  | 1.732  | 2.860      | +110,9%† |
| 12 | Sangju Sangmu            | 44.702    | 6.278  | 1.161  | 2.353      | +78,5%†  |
|    | Tổng số khán giả cả giải | 1.827.120 | 32.057 | 955    | 8.014      | +47,2%†  |

Cập nhật lần cuối vào ngày ngày 1 tháng 12 năm 2019
Nguồn: 
Ghi chú:
Attendants who entered with free ticket are not counted.
† Teams that played previous season in K League 2.